# Pallas (fils d'Évandre)
Pour les articles homonymes, voir Pallas.

Énée devant le corps de Pallas. Dessin par John Everett Millais, 1843, Cleveland Museum of Art, 2013.253.

Dans la mythologie grecque et surtout romaine, Pallas (en grec ancien Παλλάς / Pallás et en latin Pallas) est le fils d'Évandre.
Il est notamment cité par Virgile, qui le dépeint comme un jeune et beau guerrier. Son père lui donna l'ordre de prêter main-forte à Énée lorsque celui-ci, débarquant en Italie, dut affronter une coalition liguée contre lui. Il se distingua par sa bravoure au combat, mais fut tué par Turnus. Le récit de sa mort et de ses funérailles constituent deux tableaux parmi les plus pathétiques de l’Énéide.